# Битва за Атлантику (1939—1945)

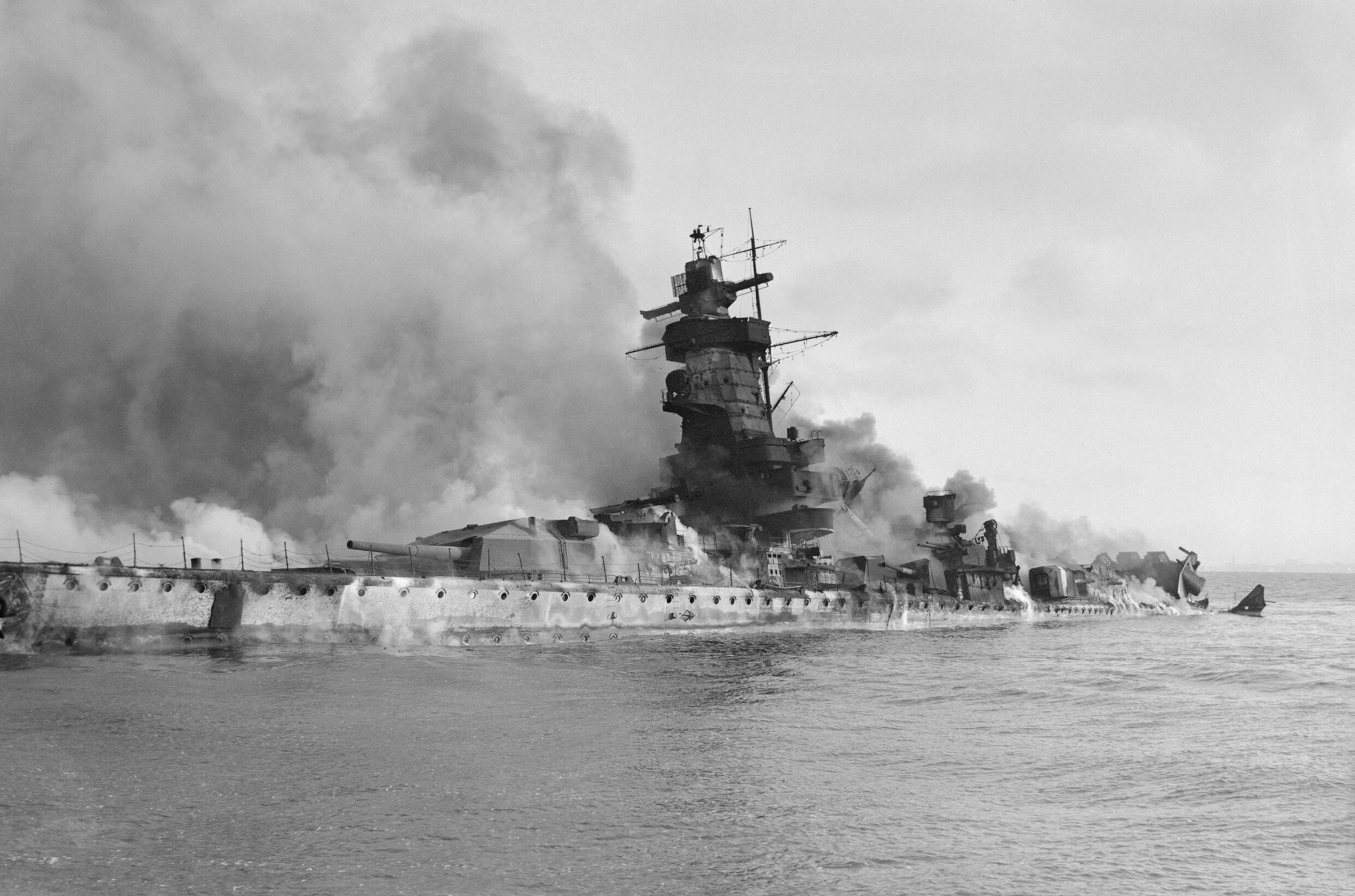
Немецкий тяжёлый крейсер «Адмирал граф Шпее» охвачен пламенем перед потоплением, декабрь 1939 года.

Битва за Атлантику (Вторая битва за Атлантику, в отличие от одноимённой кампании в рамках Первой мировой войны) — военная кампания Второй мировой войны, борьба союзников по Антигитлеровской коалиции с нацистской Германией и Италией за коммуникации и господство в Атлантическом океане и прилегающих к нему морях. Основной целью стран оси было нарушение атлантических коммуникаций Великобритании с остальными союзниками, дальней целью — принуждение её к переговорам и развал коалиции. Основной целью союзников была защита коммуникаций и, тем самым, обеспечение военных усилий коалиции.
Не имея возможности уничтожить военно-морские силы союзников в прямом столкновении, Германия сосредоточилась на их коммуникациях как самом слабом звене. Ею применялись: крупные надводные корабли, подводные лодки, надводные коммерческие рейдеры, авиация, лёгкие надводные корабли (катера).
Наибольшего успеха добились подводные лодки (т. н. U-boat). На их долю приходится до 68 % потерь союзного тоннажа и 37,5 % потерь боевых кораблей. Начав войну с 57 лодками, в основном малыми прибрежными субмаринами типа II, Германия развернула грандиозную программу строительства подводного флота, построив до 1945 года более тысячи подводных лодок разных типов.
Главнокомандующий подводным флотом Кригсмарине Карл Дёниц разработал тактику группового нападения подводных лодок на конвои судов, известную как тактика «волчьих стай». Он же организовал систему снабжения подводных лодок вдали от баз и другие виды обеспечения. Пока эти меры не встречали серьёзного противодействия, немецкие подводные лодки действовали эффективно. Однако всю войну Кригсмарине страдала от слабого взаимодействия с другими видами сил, прежде всего Люфтваффе.
После разработки радаров нового типа, расшифровки системы кодов радиосвязи немецких подводников, выделения достаточного количества авиации, строительства большого количества эскортных кораблей и небольших эскортных авианосцев инициатива перешла к союзникам. Потеря передовых, а затем и части основных баз, выход Италии из войны лишили Германию выгодных условий борьбы. Кроме того, промышленный потенциал США и Великобритании позволял восполнять потопленный тоннаж быстрее, чем союзники несли потери. Все это привело к поражению Германии в Битве за Атлантику.

## Основные этапы
Борьба на водных коммуникациях в Атлантике прошла через несколько основных периодов, обусловленных коренными изменениями в расстановке сил и развитии войны в целом.
Западные источники дают следующую периодизацию:
1. Сентябрь 1939 — май 1940. Обе стороны вели борьбу силами и средствами, имевшимися к началу войны. Боевые действия ограничивались географически и по интенсивности. Соблюдался (в основном) нейтралитет государств, война на море велась по нормам призового права.
2. Июль 1940 — декабрь 1941. Резкое изменение обстановки на суше, захват Германией новых баз, промышленных районов, источников сырья. Выход из войны Франции, вступление в войну Италии. Открытие Средиземноморского театра военных действий. Переход Германии к неограниченной подводной войне, отказ от использования крупных кораблей против коммуникаций (сражение в Датском проливе, операция «Цербер»). Вступление в войну Советского Союза, открытие Арктического театра военных действий. Попытки взаимодействия авиации, надводных кораблей и подводных лодок немцев в Арктике. Успешные действия немецких подводных лодок (известные как «Счастливые времена»), их массовое строительство, расширение районов действия. Потери союзников на коммуникациях резко растут.
3. Декабрь 1941 — март 1943. Вступление в войну США и Японии, открытие Тихоокеанского театра военных действий. Полный отказ от любых ограничений на боевые действия. Потери союзников приближаются к критическим («Вторые счастливые времена» для немцев между январем и августом 1942 года), однако защита коммуникаций улучшается, эффективность действий немцев падает, их потери также растут. Отказ Германии от использования надводных рейдеров. Резкое сокращение авиационной поддержки подводных лодок. Подлодки остаются единственным родом сил Германии на дальних коммуникациях, катера и авиация сосредоточиваются на ближних.
4. Апрель 1943 — июнь 1944. Переход союзников в наступление, в том числе в Битве за Атлантику. Качественный и количественный рост противолодочных сил, сокращение потерь в тоннаже, рост потерь немецких подводных лодок. Прирост союзного тоннажа превышает потери. Выход из войны Италии, утрата немецких баз в Средиземном море. Защита коммуникаций союзниками переходит в сочетание обороны и наступления, в том числе на маршрутах перехода и в базах подводных лодок.
5. Июнь 1944 — май 1945. Полное господство союзников на коммуникациях. Открытие нового театра военных действий в Западной Европе. Противодействие немецких лодок и катеров вторжению неэффективно. Германия лишается баз на Атлантическом побережье, затем промышленного потенциала на континенте. Полное лишение её морских сил авиационной поддержки. Потери союзников в тоннаже минимальны, потери немецких подводных лодок достигают катастрофических размеров. Немецкие надводные силы уничтожаются в базах.

Советская историография выдвигает вперед значение Восточного фронта и предлагает три периода:
1. Период сентябрь 1939 — июнь 1941 характерен тем, что вначале на атлантических коммуникациях с обеих сторон действовали незначительные силы. Со 2-й половины 1940 немецкое командование ввело в действие кроме подводных лодок и надводных кораблей также авиацию.
2. Период июль 1941 — март 1943 характеризуется тем, что основные силы немецкой авиации и крупных надводных кораблей были переброшены против СССР. Это позволило союзникам сосредоточить главные усилия на борьбе с подводными лодками противника.
3. Период апрель 1943 — май 1945 отмечен коренным переломом в войне и последовавшими тяжёлыми поражениями вермахта на советско-германском фронте. Эти обстоятельства, а также высадка союзников в июне 1944 в Сев. Франции, лишение противника важной системы баз в Бискайском заливе, воздушные бомбардировки баз подводных лодок и блокада их в базах резко снизили эффективность действий немецких подводных лодок, их потери продолжали катастрофически расти.

## Война подлодок

Места гибели торговых судов, потопленных германскими и итальянскими подлодками (синие точки) и места гибели потопленных германских и итальянских подлодок (красные точки), 1941 год

В начале войны Карл Дёниц подал главнокомандующему германским ВМФ адмиралу Эриху Редеру докладную записку, в которой утверждал, что эффективная подводная война может поставить Великобританию на колени из-за её зависимости от внешней торговли. Он предложил систему, известную как «Rudeltaktik» (т. н. тактика «волчьей стаи»), согласно которой подводные лодки размещались длинным строем поперёк предполагаемого курса конвоя. Заметив цель, они собирались вместе для массового нападения и подавления любых сопровождающих военных кораблей. В то время как корабли эскорта преследовали отдельные подлодки, остальная часть «стаи» могла безнаказанно топить транспортные корабли. Дениц подсчитал, что 300 новейших лодок (тип VII) смогут создать достаточно хаоса в морских перевозках союзников, чтобы Британия была выбита из войны.

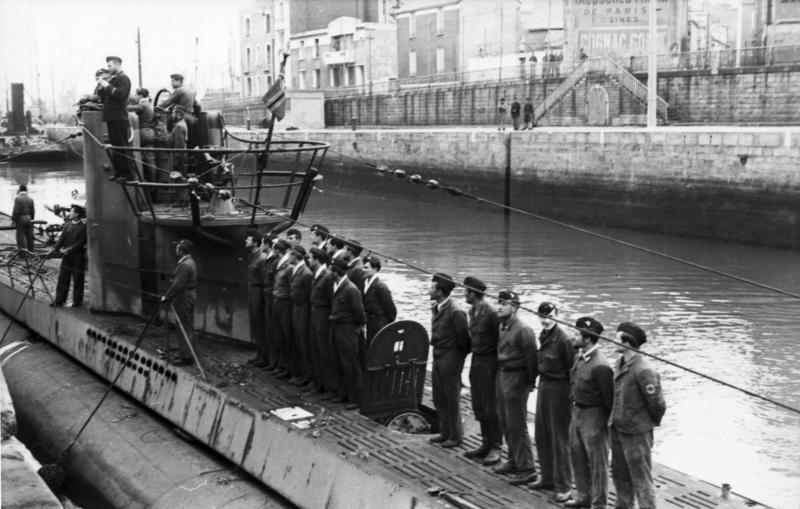
Возвращение германской подлодки U-455 на базу в Сен-Назере, 15 июня 1942 года

Это резко контрастировало с традиционными представлениями того времени о тактике применения подводных лодок. Предполагалось, что подводные лодки будут применять засадную тактику, ожидая у вражеского порта, чтобы атаковать суда, входящие и выходящие. Это была успешная тактика, использовавшаяся британскими подводными лодками на Балтике и Босфоре во время Первой мировой войны, но при тщательном патрулировании подходов к порту она не могла принести успеха. Были также теоретики военно-морского флота, которые считали, что подводные лодки должны быть прикреплены к флоту и использоваться как эсминцы; это было опробовано немцами в Ютландии с плохими результатами, так как подводные коммуникации были в зачаточном состоянии. Японцы также придерживались идеи флотской подводной лодки, следуя доктрине Мэхэна, и никогда не использовали свои подводные лодки ни для блокады, ни для охоты. Бо́льшая часть военно-морского мира по-прежнему считала подводные лодки «бесчестными» по сравнению с надводными кораблями. Это было верно и в Кригсмарине; Редер успешно лоббировал затраты на крупные боевые корабли.
Основным противолодочным средством Королевского флота до войны было прибрежное патрульное судно, оснащённое гидрофонами и вооруженное небольшими орудиями и глубинными бомбами. В 1920—1930 годах Королевский флот, как и большинство других, не рассматривал противолодочные действия как тактику. Неограниченная подводная война была запрещена Лондонским военно-морским договором; противолодочная война воспринималась как «оборонительная»; многие морские офицеры полагали, что противолодочная работа была нудной работой, подобной тралению мин, и что активный гидролокатор сделал подводные лодки бесполезными. Хотя эсминцы также несли глубинные бомбы, ожидалось, что эти корабли будут использоваться для действий флота, а не для прибрежного патрулирования, поэтому обучения экипажей противолодочным действиям не проводилось. Британцы, однако, проигнорировали тот факт, что вооружение торговых кораблей, которое Великобритания проводила с самого начала войны, вывело их из-под защиты «крейсерских правил», а также то, что противолодочные испытания с гидролокатором проводились в тепличных условиях.
Первые месяцы войны принесли успех германскому флоту: с сентября по декабрь 1939 года только немецкими подводными лодками было потоплено 114 судов (в том числе 51 британское) общим водоизмещением в 451 126 тн; потери немцев составили 9 подводных лодок.

## Втягивание США в войну
В сентябре 1939 года, в начале Второй мировой войны, США объявили себя нейтральной державой. Однако президент США Франклин Рузвельт был настроен помочь Великобритании в борьбе с нацистской Германией. 10 июня 1940 года он заявил: «Сплотившись воедино, мы, американцы, будем проводить открыто и одновременно два курса: противникам силы мы предоставим материальную помощь из ресурсов нашей страны, в то же самое время мы так спланируем и ускорим использование этих ресурсов, дабы мы сами здесь, у себя в Америке, располагали достаточным количеством вооружения и обученных кадров, чтобы быть готовыми к любым случайностям и оборонительным действиям». 11 марта 1941 года Конгресс США принял закон о ленд-лизе, выделив для помощи Великобритании вооружением и другими товарами военного назначения 7 млрд долларов. В апреле 1941 года американская «зона обеспечения безопасности», патрулируемая ВМС США, расширилась на восток от 60 до 26 градусов западной долготы. Американцы стали сообщать британскому флоту о местоположении немецких кораблей, когда их обнаруживали американские патрульные корабли. В свою очередь, германские подводные лодки начали топить американские суда: в июне 1941 года они потопили американское судно «Робин Мур», затем были атакованы американский эсминец «Кирни» и пароход «Легай».

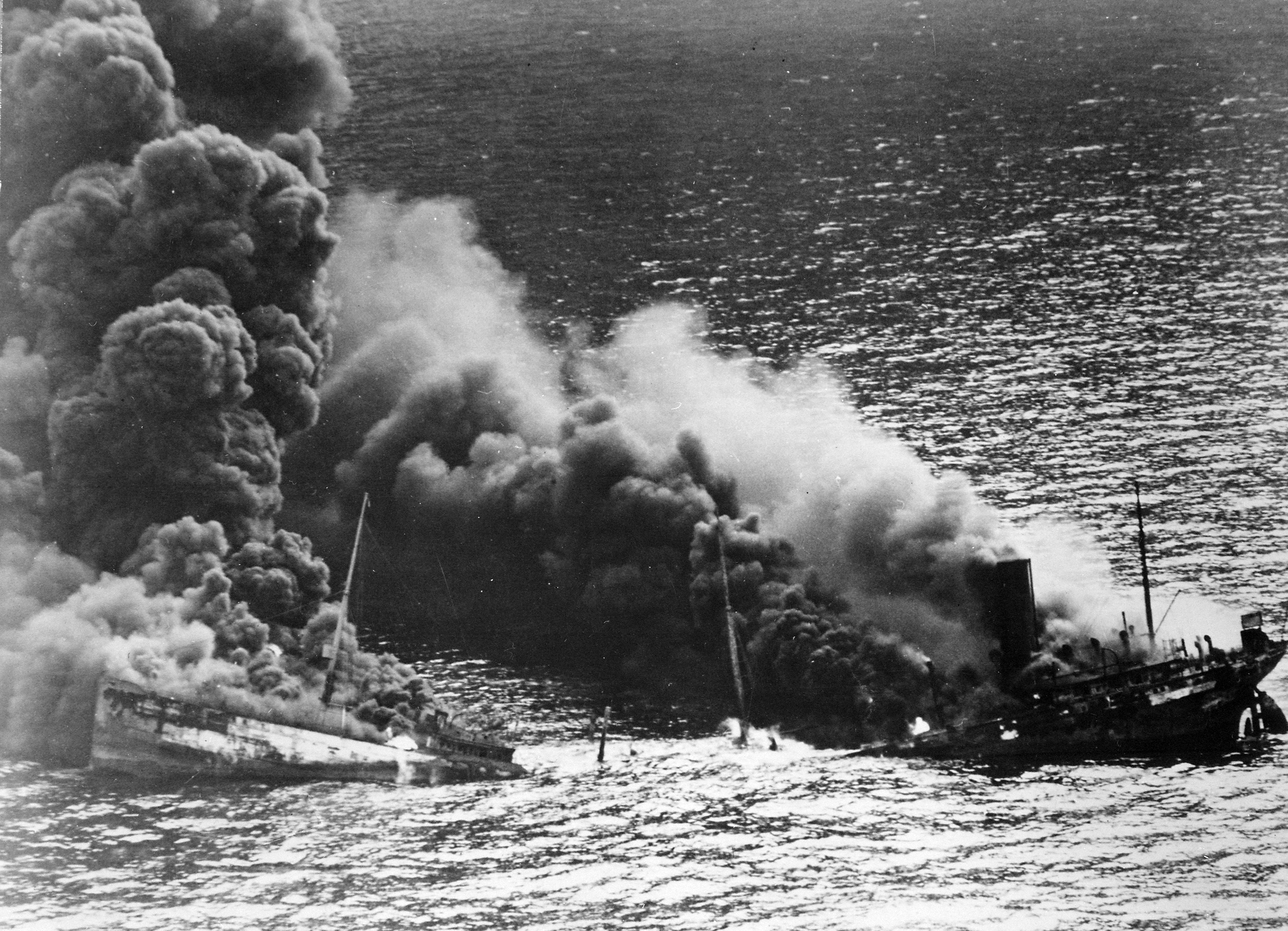
Танкер Dixie Arrow, торпедированный немецкой подлодкой U-71 у мыса Гаттерас 26 марта 1942 года

После нападения Японии на Перл-Харбор 7 декабря 1941 года США вступили в войну не только с Японией, но и с Германией, которая объявила войну США, после чего германские подлодки стали топить американские суда непосредственно у берегов США. В январе 1942 года они потопили там 13 судов (общий тоннаж около 100 тыс. тонн), в феврале — 34 суда (тоннаж 365 тыс. тонн). При этом среднее число германских подводных лодок, действовавших у американских берегов, не превышало 6–8 единиц, но историки США позднее назвали их действия «бойней, проводившейся вдоль атлантического побережья», сравнив ее с «национальным бедствием, как если бы диверсанты уничтожили полдесятка крупнейших военных заводов». Лишь после усиления США противолодочной обороны ситуация изменилась.
Также в феврале-марте 1942 года германские подводные лодки пытались атаковать нефтеперерабатывающие заводы на острове Аруба и топили в Карибском море танкеры, доставлявшие нефть из Венесуэлы.

## Участие Италии
Королевство Италия в августе 1940 года направило в помощь немецким союзникам 27 подводных лодок, которые обосновались на базе в Бордо, чтобы атаковать союзническое судоходство в Атлантике. Первоначально командовал группами итальянских субмарин контр-адмирал Анджело Парона, затем контр-адмирал Ромоло Полаккини. Технические характеристики итальянских подводных лодок с трудом позволяли использовать их для конвойных атак. Всего до 1943 года итальянские субмарины потопили 109 судов общим водоизмещением 593 864 тонны. Итальянцы так же использовали субмарины из Франции по доставке к Гибралтару человеко-торпед, уничтожив там несколько кораблей. Среди наиболее успешных итальянских подводников участвовавших в битве за Атлантику выделяется Карло Феция ди Коссато, командир подводной лодки «Энрико Таццоли» и Джанфранко Гаццана-Приароджиа, командир подводных лодок «Архимед» и «Леонардо да Винчи».

## Успехи Великобритании и США в борьбе с подлодками врага
К началу 1943 года охрана британских конвоев значительно усилилась благодаря появлению большого количества эскортных кораблей и в особенности после появления малых эскортных авианосцев типа «Эттакер», построенных в США. Доведя состав своих конвоев до 100 судов, британцы смогли свободно держать эскортный отряд сопровождения из всех типов кораблей в числе 10-12 единиц, что позволяло им при встрече со «волчьими стаями» германских подлодок самим переходить в атаку, не бросая транспортные суда на произвол судьбы. Теперь победителями из столкновений с подлодками неизменно выходили конвои. Для восполнения потерь в США развернулось массовое строительство грузовых судов, прежде всего транспортов типа «Либерти» и транспортных судов типа "Виктори". 11 января 1944 года президент США Франклин Рузвельт и премьер-министр Великобритании Уинстон Черчилль заявили: «Тоннаж торговых судов, потопленных в 1943 г. подводными лодками, составил всего 40% от потоплений в 1942 году, а тоннаж построенных в 1943 г. торговых судов Объединенных наций примерно вдвое превысил тоннаж судов сданных в эксплуатацию в 1942 году».

## Потери сторон
| Вид рейдеров             | Надводные корабли | Коммерческие рейдеры |
| Численность              | 9                 | 11                   |
| Потопили судов           | 54                | 128                  |
| Потопили боевых кораблей | 7                 | 1                    |
| Потери                   | 7                 | 9                    |
| Соотношение потерь       | 13 %              | 7 %                  |

Результаты действий надводных кораблей Германии, по сравнению с подводными лодками, были незначительны в абсолютных цифрах. Крупные корабли не оправдали возлагавшихся на них надежд, а их потери в военных условиях были невосполнимы. Поэтому с лета 1941 года они были отведены с атлантических коммуникаций, и пытались действовать только в Арктике. Последняя их попытка зимой 1943 г закончилась поражением — потерей «Шарнхорста» без единого потопленного транспорта взамен.
Коммерческие рейдеры имели несколько большую эффективность, но были очень уязвимы, и потому ограничивались районами, где охранение отсутствовало (например, Южная Атлантика).
И те и другие не показали результатов, даже приблизительно способных переломить кампанию в пользу Германии. Их вклад состоял в оттягивании на себя значительных сил противника, создании напряжения на всех театрах, вынуждая союзников выделять силы на охрану всех коммуникаций, на случай атаки. Последний коммерческий рейдер закончил свой поход в марте 1943 г.
| Период                           | Численность | Процент потерь |
| -------------------------------- | ----------- | -------------- |
| Сентябрь 1939 — 7 декабря 1941   | 6           | 1 %            |
| 7 декабря 1941 — 31 декабря 1941 | 14          | 2 %            |
| 1942                             | 373         | 47 %           |
| 1943                             | 204         | 26 %           |
| 1944                             | 130         | 16 %           |
| 1945 (все 12 месяцев)            | 68          | 9 %            |
| Всего:                           | 795         | 100 %          |

Приведенные данные показывают, что критическими в Битве за Атлантику были 1942—1943 годы. Перелом обозначился в 1942 году и окончательно наступил в 1943 году, когда на каждое потопленное судно немцы стали терять одну подводную лодку.
По действиям подводных лодок, сравнение потерь конвоируемых и отдельных (самостоятельно идущих) судов также указывает, что на коммуникациях с малым числом конвоев, как в американской зоне, отдельные суда были уязвимее — подводники предпочитали атаковать их, а не конвои.
Данные по самым напряженным месяцам противолодочной войны дают картину медленного, но постоянного сдвига в пользу союзников. Резкое падение потерь отдельных судов в американских водах совпадает с введением там обязательной системы конвоев. Лишившись такой легкой добычи, подводники вынуждены были вступать в бои с эскортом и в конечном счёте проиграли.
| Статистика                         | Период                                                                               | Северная Атлантика | Великобритания — Гибралтар | Американское побережье |
| ---------------------------------- | ------------------------------------------------------------------------------------ | ------------------ | -------------------------- | ---------------------- |
| Перехвачено конвоев                | Октябрь — декабрь 1942 (прошло 2992 судна в 99 конвоях, не считая американскую зону) | 18                 | 5                          | 3                      |
| Потоплено судов в конвоях          | Октябрь — декабрь 1942 (прошло 2992 судна в 99 конвоях, не считая американскую зону) | 63                 | 17                         | 7                      |
| Потери отставших (от всех причин)  | Октябрь — декабрь 1942 (прошло 2992 судна в 99 конвоях, не считая американскую зону) | 9                  | 1                          | -                      |
| Потоплено эскортных кораблей       | Октябрь — декабрь 1942 (прошло 2992 судна в 99 конвоях, не считая американскую зону) | 2                  | 1                          | 1                      |
| Потоплено отдельных судов          | Октябрь — декабрь 1942 (прошло 2992 судна в 99 конвоях, не считая американскую зону) | 18                 | 17                         | 56                     |
| Боевых контактов                   | Октябрь — декабрь 1942 (прошло 2992 судна в 99 конвоях, не считая американскую зону) | 73                 | 14                         | 4                      |
| Потоплено подводных лодок          | Октябрь — декабрь 1942 (прошло 2992 судна в 99 конвоях, не считая американскую зону) | 13                 | 1                          | -                      |
| Потопленных транспортов на контакт | Октябрь — декабрь 1942 (прошло 2992 судна в 99 конвоях, не считая американскую зону) | 0,99               | 1,29                       | 1,75                   |
| Соотношение потерь                 | Октябрь — декабрь 1942 (прошло 2992 судна в 99 конвоях, не считая американскую зону) | 5,54               | 18,0                       | -                      |
| Перехвачено конвоев                | Январь — март 1943 (прошло 3233 судна в 105 океанских конвоях)                       | 24                 | 7                          | 6                      |
| Потоплено судов в конвоях          | Январь — март 1943 (прошло 3233 судна в 105 океанских конвоях)                       | 77                 | 13                         | 12                     |
| Потери отставших (от всех причин)  | Январь — март 1943 (прошло 3233 судна в 105 океанских конвоях)                       | 23                 | -                          | -                      |
| Потоплено эскортных кораблей       | Январь — март 1943 (прошло 3233 судна в 105 океанских конвоях)                       | 1                  | -                          | -                      |
| Потоплено отдельных судов          | Январь — март 1943 (прошло 3233 судна в 105 океанских конвоях)                       | 12                 | 7                          | 2                      |
| Боевых контактов                   | Январь — март 1943 (прошло 3233 судна в 105 океанских конвоях)                       | 112                | 11                         | 7                      |
| Потоплено подводных лодок          | Январь — март 1943 (прошло 3233 судна в 105 океанских конвоях)                       | 16                 | 4                          | 2                      |
| Пропало без вести лодок            | Январь — март 1943 (прошло 3233 судна в 105 океанских конвоях)                       | 2                  | 4                          | -                      |
| Потопленных транспортов на контакт | Январь — март 1943 (прошло 3233 судна в 105 океанских конвоях)                       | 0,89               | 1,18                       | 1,71                   |
| Соотношение потерь                 | Январь — март 1943 (прошло 3233 судна в 105 океанских конвоях)                       | 5,55               | 3,25                       | 6,00                   |

## В культуре
- «Жестокое море» — британский художественный фильм 1951 года о противостоянии британских и немецких моряков и их общей борьбе с непредсказуемостью океана.
- «Подводная лодка» — западногерманский художественный фильм 1981 года, снятый режиссёром Вольфгангом Петерсеном по одноимённому роману 1973 года Лотара-Гюнтера Буххайма, повествующий о седьмом боевом походе немецкой торпедной подводной лодки U-96 во время Второй мировой войны.
- «Крушение „Лаконии“» — двухсерийный телефильм, снятый режиссёром Уве Янсоном в 2010 году о крушении пассажирского лайнера «Лакония» (RMS Laconia) компании «Кунард Лайн». Океанский лайнер, переоборудованный в военный транспорт, отправляется из Суэца в плавание вокруг Африки с большим количеством гражданских лиц на борту.
- «Грейхаунд» — военно-драматический триллер 2020 года. В центре сюжета эскадренный миноносец USS Keeling (позывной «Грейхаунд») ведущий прикрытие конвоя в самый драматический период Битвы за Атлантику.
- «Реквием каравану PQ-17» — роман советского писателя В. С. Пикуля, написанный в 1969—1973 годах.
  - «Конвой PQ-17» — российский телесериал 2004 года, снятый по мотивам романа.